# Abdulkarim Fardan
Abdulkarim Fardan (Shahrkan, Baréin, 25 de abril de 1992) es un futbolista de Baréin que juega en la posición de guardameta. Desde 2018 juega con el Riffa SC de la Liga Premier de Baréin.

## Carrera

### Club
| Periodo   | Club         |
| --------- | ------------ |
| 2016-2018 | Malkiya Club |
| 2018–     | Riffa SC     |

### Selección nacional
Debutó con Baréin en 2018 y ha estado en dos ediciones de la Copa Asiática.

## Logros
- Liga Premier de Baréin (4): 2017, 2019, 2021, 2022
- Copa del Rey de Baréin (2): 2019, 2021
- Supercopa de Baréin (2): 2019, 2021